# Olaf B. Bjørnstad
Olaf Bjørn Bjørnstad (né le 10 janvier 1931, et mort le 12 mai 2013) est un sauteur à ski norvégien.

## Tournée des quatre tremplins
- Vainqueur en 1953/1954.